# Unia Patriotyczna

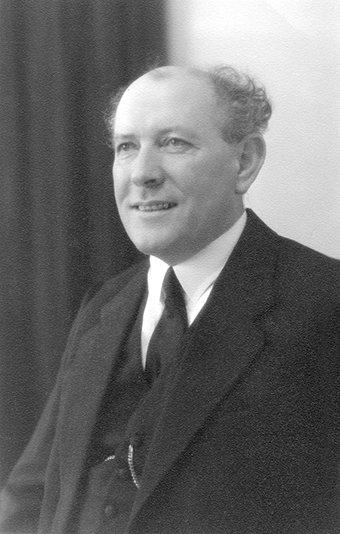
Gustav Schädler pierwszy priemier z ramienia Chrześcijańsko-Społecznej Partii Ludowej, pełniący funkcję w latach 1922-1928.

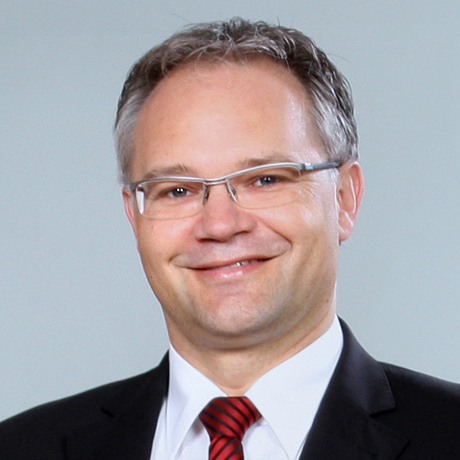
Klaus Tschütscher (VU) premier Liechtensteinu w latach 2009-2013.

Unia Patriotyczna (niem. Vaterländische Union, VU) – konserwatywna partia polityczna z Liechtensteinu, jedna z dwóch głównych sił politycznych w kraju obok Postępowej Partii Obywatelskiej. Partia powstała w wyniku połączenia Chrześcijańsko-Społecznej Partii Ludowej i Liechtensteińską Służbą Ojczyźnie w 1936 roku. Partia rządząca w koalicji z Postępową Partią Obywatelską, posiadająca 10 z 25 mandatów w Landtagu. Partia należy do European Democrat Union (EDU). Od 22 marca 2021 roku prezesem partii jest Thomas Zwiefelhofer, który zastąpił na tym stanowisku Günthera Fritza.

## Historia
Prekursorem Unii Patriotycznej była Chrześcijańsko-Społeczna Partia Ludowa (niem. Christlich-Soziale Volkspartei) – najstarsza partia w Liechtensteinie. Podwaliny tego ugrupowania zaczęły powstawać po wyborach w 1914 roku, kiedy w Parlamencie znaleźli się zwolennicy reform. Zebrali się oni wokół Wilhelma Becka i stanowili opozycję dla bardziej konserwatywnych monarchistów. Przed kolejnymi wyborami – w 1918 roku, Wilhelm Beck utworzył partię nazywaną potocznie Partią Ludową (niem. Volkspartei). Przeciwnikiem w wyborach było niesformalizowane ugrupowanie zwane Partią Lwów (niem. Löwen–Partei), z którego wykształciła się Postępowa Partia Obywatelska. Różnice ideowe między tymi partiami były niewielkie i obie można określić jako konserwatywne. Głównym postulatem Chrześcijańsko-Społecznej Partii Ludowej było przeprowadzenie reform ustrojowych w duchu demokracji, a także zmiana kierunku polityki zagranicznej z Austrii na Szwajcarię. Mimo porażki w wyborach (zdobyli 5 mandatów z 12, w tym wszystkie 4 mandaty z okręgu Unterland) to właśnie VP stworzyło rząd, który był odpowiedzialny za reformy i zmianę konstytucji w 1921 roku.
Chrześcijańsko-Społeczna Partia Ludowa zwyciężała w latach 1922 i 1926 i tworzyła samodzielny rząd. Zawirowania w polityce Liechtensteinu pojawiły się w 1928 roku, kiedy wybuchła afera finansowa, w wyniku której rząd VP z Gustavem Schädlerem na czele został zdymisjonowany. W przyspieszonych wyborach w 1928 roku zwyciężyło FBP i to ta partia objęła władzę. Był to okres poważnego kryzysu w bardziej liberalnej części sceny politycznej Liechtensteinu, gdyż po wyborach w 1930 roku posłowie VP zrzekli się mandatu i wszystkie miejsca w Landtagu zajmowali posłowie FBP, a w następnych wyborach (1932 rok) w Landtagu partia zdobyła zaledwie dwa mandaty.
W 1936 roku Chrześcijańsko-Społeczna Partia Ludowa połączyła się z powstałą w 1933 roku Liechtensteińską Służbą Ojczyźnie. Było to niespodziewane wydarzenie, gdyż partie programowo zupełnie od siebie odbiegały. Liechtensteińska Służba Ojczyźnie była partią wolnorynkową, proniemiecką i antysemicką i w wielu sprawach wzorowała się na faszyzmie, a VP nie miała z ideologią faszystowską nic wspólnego. W wyniku integracji tych partii powstała Unia Patriotyczna (niem. Vaterländische Union). Ważnym wydarzeniem w polityce Liechtensteinu było sprzymierzenie się obu najważniejszych partii w 1939 roku (stworzono wspólną listę wyborczą i koalicyjny rząd). Koalicja ta miała zapobiec przejęciu władzy przez rosnący w siłę ruch nazistowski – Ruch Narodowoniemiecki w Liechtensteinie. Był to początek koalicji tych dwóch największych partii, która trwała 58 lat, do 1997 roku, kiedy całkowitą władzę zdobyła Unia Patriotyczna, ale w 2005 roku koalicja została odnowiona i rządzi krajem do dziś.
Pierwszą partią opozycyjną, która dostała się do Landtagu w 1993 roku, po obniżeniu progu wyborczego z 18% do 8% była Wolna Lista (niem. Freie Liste, FL).
Po 1921 roku (reforma konstytucyjna) sześciu z trzynastu Premierów było z partii VU (pozostałych siedmiu było z FBP): Gustav Schädler, Alfred Hilbe, Hans Brunhart, Mario Frick, Klaus Tschütscher.

## Rezultaty w wyborach doLandtagu
| Wybory  | Sejm        | Sejm    | Sejm    | Rząd           |
| Wybory  | Głosy       | Mandaty | Mandaty | Rząd           |
| Wybory  | %           | Liczba  | +/−     | Rząd           |
| ------- | ----------- | ------- | ------- | -------------- |
| 1936    | brak danych | 4/15    | –       | Opozycja       |
| 1939    | brak danych | 7/15    | 3       | Koalicja z FBP |
| 1945    | 45,4%       | 7/15    |         | Koalicja z FBP |
| 1949    | 47,1%       | 7/15    |         | Koalicja z FBP |
| II 1953 | 42,5%       | 7/15    |         | Koalicja z FBP |
| VI 1953 | 49,6%       | 7/15    |         | Koalicja z FBP |
| 1957    | 47,6%       | 7/15    |         | Koalicja z FBP |
| 1958    | 45,5%       | 6/15    | 1       | Koalicja z FBP |
| 1962    | 42,7%       | 7/15    | 1       | Koalicja z FBP |
| 1966    | 42,8%       | 7/15    |         | Koalicja z FBP |
| 1970    | 49,5%       | 8/15    | 1       | Koalicja z FBP |
| 1974    | 47,3%       | 7/15    | 1       | Koalicja z FBP |
| 1978    | 49,2%       | 8/15    | 1       | Koalicja z FBP |
| 1982    | 53,5%       | 8/15    |         | Koalicja z FBP |
| 1986    | 50,1%       | 8/15    |         | Koalicja z FBP |
| 1989    | 47,2%       | 13/25   | 5       | Koalicja z FBP |
| II 1993 | 45,4%       | 11/25   | 2       | Koalicja z FBP |
| X 1993  | 50,1%       | 13/25   | 2       | Koalicja z FBP |
| 1997    | 49,2%       | 13/25   |         | Większość      |
| 2001    | 41,3%       | 11/25   | 2       | Opozycja       |
| 2005    | 38,2%       | 10/25   | 1       | Koalicja z FBP |
| 2009    | 47,6%       | 13/25   | 3       | Koalicja z FBP |
| 2013    | 33,5%       | 8/25    | 5       | Koalicja z FBP |
| 2017    | 33,7%       | 8/25    |         | Koalicja z FBP |
| 2021    | 35,9%       | 10/25   | 2       | Koalicja z FBP |
| 2025    | 38,3%       | 10/25   |         | Koalicja z FBP |